# Dryophytes
Genre
Dryophytes est un genre de d'amphibiens anoures de la famille des Hylidés.

## Liste des espèces
Selon Amphibian Species of the World (7 juin 2017) :
- Dryophytes andersonii (Baird, 1854)
- Dryophytes arboricola (Taylor, 1941)
- Dryophytes arenicolor Cope, 1866
- Dryophytes avivoca (Viosca, 1928)
- Dryophytes bocourti (Mocquard, 1899)
- Dryophytes chrysoscelis (Cope, 1880)
- Dryophytes cinereus (Schneider, 1799) - la Rainette verte d'Amérique du Nord
- Dryophytes euphorbiaceus (Günther, 1858)
- Dryophytes eximius (Baird, 1854)
- Dryophytes femoralis (Daudin, 1800)
- Dryophytes gratiosus (LeConte, 1856)
- Dryophytes immaculatus (Boettger, 1888)
- Dryophytes japonicus (Günther, 1859)
- Dryophytes plicatus (Brocchi, 1877)
- Dryophytes squirellus (Daudin, 1800) - la Rainette de la Caroline
- Dryophytes versicolor (LeConte, 1825) - la Rainette versicolore
- Dryophytes walkeri (Stuart, 1954)
- Dryophytes wrightorum (Taylor, 1939)